# Gabriel Gómez
Gabriel Jaime Gómez Jaramillo, född 8 december 1959, är en colombiansk före detta fotbollstränare och professionell fotbollsspelare som spelade som central mittfältare för fotbollsklubbarna Atlético Nacional, Millonarios och Independiente Medellín mellan 1981 och 1995. Han vann tre ligamästerskap med Atlético National (1981, 1991 och 1994) och en med Millonarios (1988).
Goméz spelade också 49 landslagsmatcher för det colombianska fotbollslandslaget mellan 1985 och 1995. Han var med när Colombia spelade 1994 års världsmästerskap i fotboll i USA och när de skulle möta värdlandet, mottog Goméz flera dödshot och som gjorde att han vägrade att spela matchen. Colombia förlorade den efter att lagkamraten Andrés Escobar gjorde självmål, något som resulterade i att Escobar blev mördad drygt en vecka efter att de blev utslagna ur turneringen.
Efter den aktiva spelarkarriären har han varit tränare för klubbarna Envigado (1995), Atlético Nacional, Unión Magdalena, Deportivo Quito, Atlético Bucaramanga (1997-1998) och Caracas FC (2005).